# Зеленчук
Зеленчу́к — село в Україні, у Мелітопольському районі Запорізької області. Входить до складу Семенівської сільської громади. Населення становить 47 осіб.

## Географія
Село Зеленчук знаходиться на відстані 2,5 км від села Маяк та за 5 км від села Новомиколаївка.

## Історія
- Село було засноване в 1860 році. Ногайська назва — Йіліншик[джерело?].
- У селі перебувала економія Я. Я. Вінса. До теперішнього часу від економії збереглися тільки млин, житловий будинок для працівників, стайня, 2 жорна та залишки підвалу.[1]
- До 2019 року орган місцевого самоврядування - Новомиколаївська сільська рада.